# 7人制ラグビー
7人制ラグビー（しちにんせいラグビー、英: Rugby sevens）は、1チーム7人の選手で行われるラグビーユニオン（15人制）の変種。セブンズ（Sevens）ともいう。スコットランドのメルローズ発祥で、夏季オリンピックでは2016年リオデジャネイロ大会から正式種目に採用されている。

## 概説

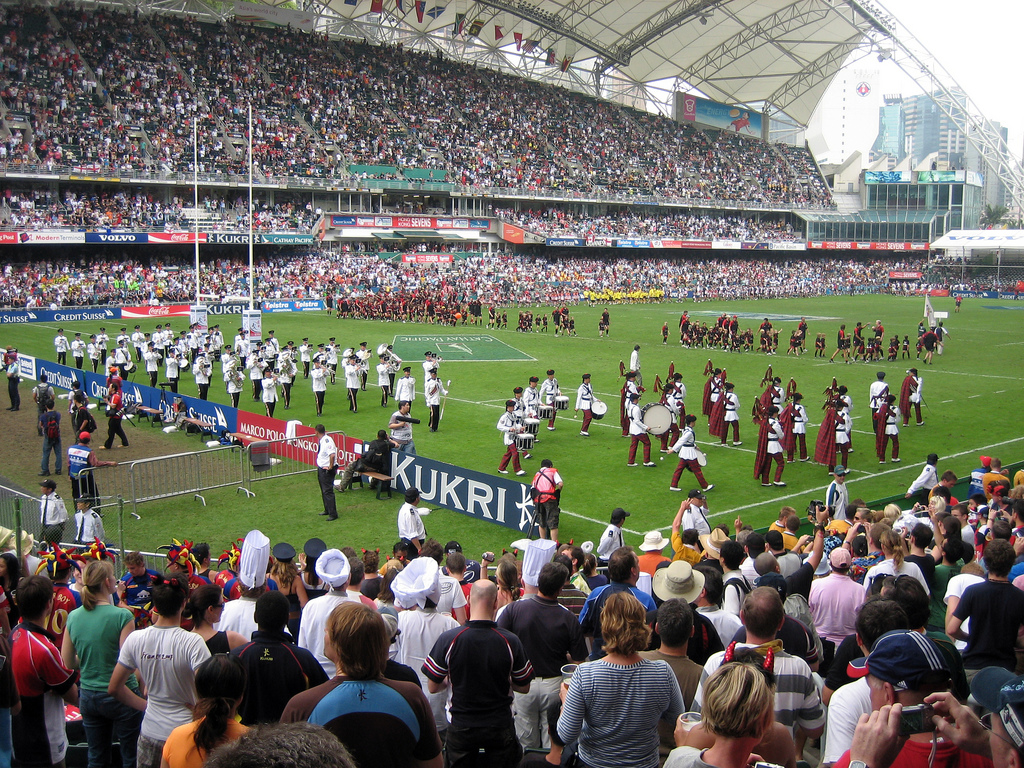
2008年香港セブンズでの行進

7人制ラグビー（セブンズ）はラグビーユニオンの国際競技連盟であるワールドラグビーによって管轄されている。最も普及したラグビーユニオンの形式の1つであり、主に夏季をメインシーズンにアマチュアならびにクラブ大会が開催されている。アフリカ、アジア、ヨーロッパ、アメリカ州、そして特に南太平洋諸国で人気がある。香港セブンズはアジアにおけるラグビーの「伝道」の形式として重要な存在となっている。
15人制ラグビーユニオンの試合は通常80分（前後半各40分）で構成されるのに対し、通常の7人制ラグビーの試合は2分間の休憩を挟んだ前後半各7分で構成される。大会の決勝は前後半各10分でプレーされることもある（ワールドラグビーセブンズシリーズでは、カップ決勝のみが前後半各10分で行われる。より下のレベルの大会の決勝は全て前後半各7分で行われている）。シンビン（反則による一時的退場）は2分間である。15人制よりも頻繁に得点プレーが発生し、スコアは一般的に15人制と同程度になる。
試合時間が短いため、7人制ラグビーの大会は同チームが一日で複数回試合を行い、一日あるいは週末で終えることが可能である。多くの大会はカップ（杯）、プレート、ボウル、シールド（楯）をかけた試合を含み、異なるレベルの多くのチームが手ぶらで大会を後にしないでいいようになっている。例えば香港セブンズでは本戦ドロー16カ国のみがトロフィーをかけて争う。各プールの上位2カ国がカップとプレートをかけたトーナメントに進み、残りの国がボウルとシールドを争う。カップ準々決勝（初戦）の敗者はプレートトーナメントに進み、ボウル準々決勝の敗者はシールドトーナメントに進む。
観衆の雰囲気は15人制とやや異なり、観客がビール片手にどんちゃん騒ぎで盛り上がるのが一般的になっている。最近は香港セブンズなどIRBセブンズワールドシリーズではコスプレをしながら盛り上がる観客が多く見られる。

### フィールド
7人制ラグビーは、ワールドラグビーハンドブックにおいて定義されているように15人制と同じ寸法のラグビーユニオン競技場でプレーされる。フィールドは長さ100メートル (330 ft)、幅70メートル (230 ft)である。各ゴールライン上にH型のゴールポストがある。

### チームおよびポジション
チームは3人のフォワードと4人のバックスからなる。スクラムは各チーム3人の選手から構成される。
（後述する例外規則を除いて）15人制と同等のルールで試合が進行するため、選手は少人数で広大なフィールドを走り回る必要がある。プレー間のインターバルも少なく、前述の通り一日に複数試合を行うこともあるため、何度も全力疾走できる体力とスピード、1対1でのランニングスキルなどが選手に要求され、トップレベルでは15人制でのバックロー（FL・NO8）やバックスに相当する、機動力や万能性を備えた選手が多くを占める。
- 青: フォワード
  - 1 - プロップ
  - 2 - プロップ
  - 4 - フッカー
- 赤: バックス
  - 3 - スクラムハーフ
  - 5 - フライハーフ
  - 6 - センター
  - 7 - ウインガー/フルバック

### 競技規則の変更点

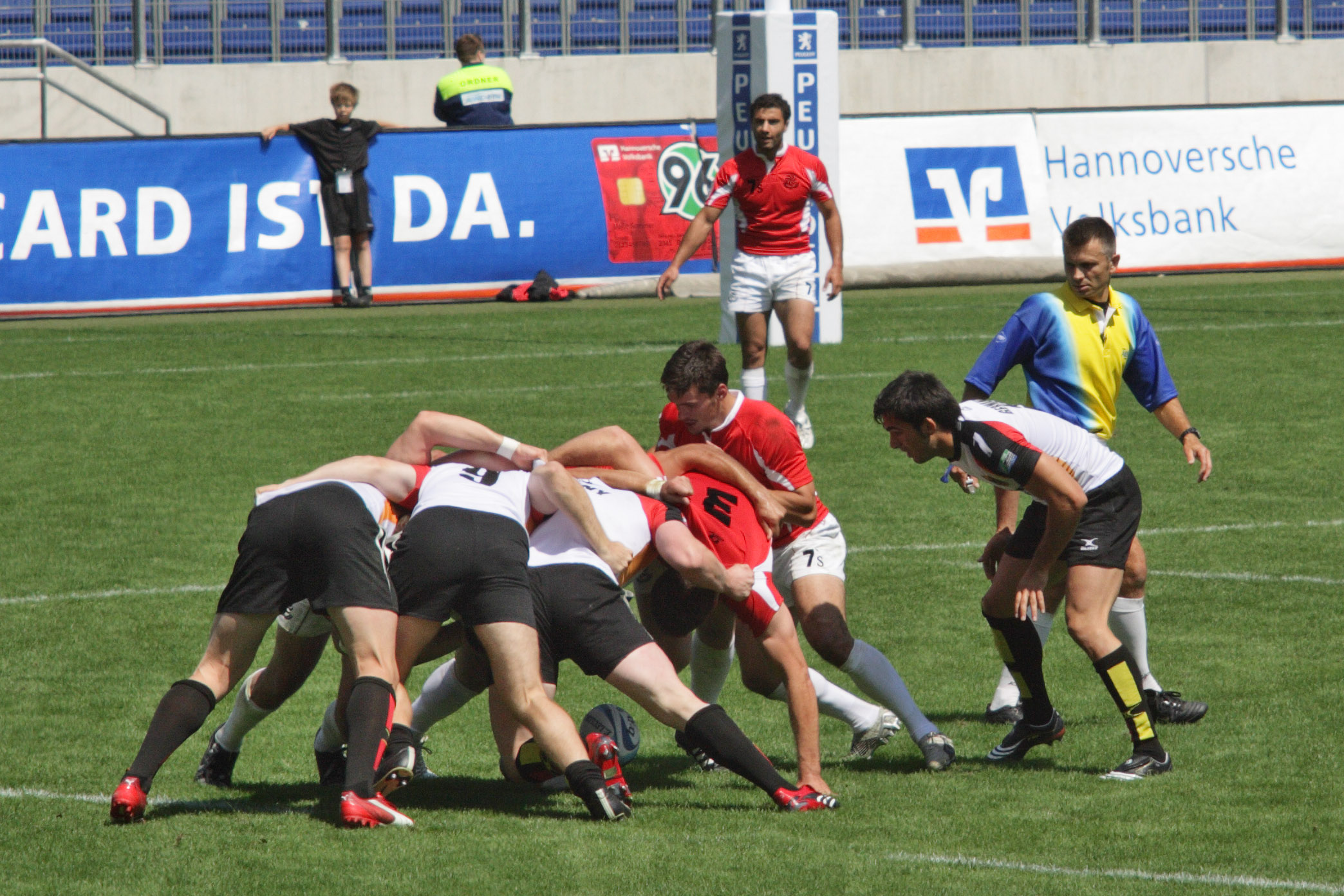
7人制ラグビーのスクラム

試合の迅速化などを目的として、7人制ラグビーではルールがいくつか変更となっている。前述の内容も含め、国際試合における15人制との主な相違点は以下のとおり（角括弧内は15人制でのルール）。
- 試合形式
  - 各試合のベンチ登録は12人 [23人]。
  - フィールド上の選手は両チーム7人 [15人] を超えない。
  - 控え選手は5人 [8人] 、選手交替は5人 [8人] まで可能。
  - 前後半各7分 [各40分] 。大会決勝では前後半各10分で行われることもある。
  - ハーフタイムは2分以内 [15分以内] 。
  - 延長戦を実施する場合、前後半各5分 [10分] で行い、先に得点したチームが勝者となり、試合は直ちに終了する。
  - 主要な大会では、通常のタッチジャッジ2名に加え、インゴールジャッジが各1名ずつインゴールに立つ。7人制ラグビーでは、ボールを持ったプレーヤーが独走状態でゴールに向かう場面などが多く、レフリーが追いつけない場合、死角が生じるためである。

- 試合中
  - スクラムは3人 [8人] で組む。
  - スクラムを組んでいる選手は、トンネル内のボールを相手側以外の方向へ蹴り出すことができる [トンネル外には蹴り出せない] 。
  - スクラムを組んでいる選手は、トンネル内のボールを拾い上げてはならない [最後尾 (No.8) の足に到達したボールを、最後尾の選手が拾い上げるのはよい] 。
  - ボールが直接タッチになった場合、タッチに出さなかったチームのフリーキックで再開 [4つの選択肢あり] 。
  - コンバージョンやペナルティキックはドロップキックで行う [プレースキックも選択できる] 。
  - コンバージョンキックの際、相手はチャージできない［チャージ可能］。
  - コンバージョンキックはトライ後、競技時間30秒 [90秒] 以内に行わなければならない。
  - 得点後は、得点したチーム [失点したチーム] のキックオフで、競技時間30秒以内 [規定なし] に試合再開する。
  - キックオフ時のミス（ノット10m、ダイレクトタッチなど）は相手フリーキックとなる [3つの選択肢あり] 。
  - イエローカード（シンビン）を受けた選手は2分間 [10分間] の一時退出となり、その間フィールド内は1人少ない状態となる。
  - フロントローの選手が退場または一時退出している場合、フィールド内の他選手がスクラムを担う [フィールド内の任意選手を外し、代わりにフィールド外のフロントロー専門の選手を加える] 。
  - 審判はアドバンテージを素早く決定する。

## 歴史

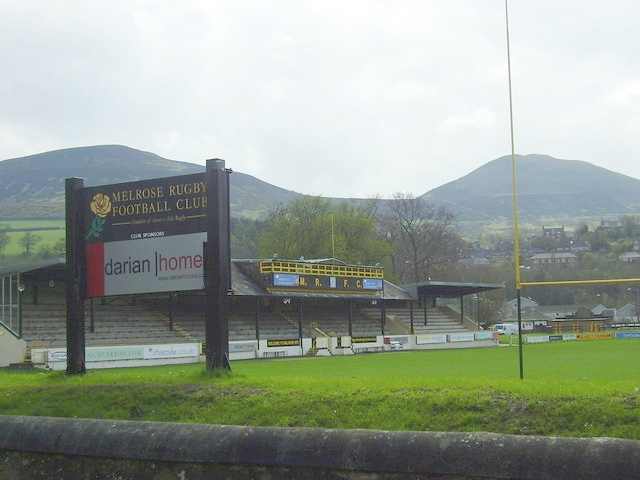
エイルドン・ヒルの影の下に抱かれたスコットランド・メルローズにあるグリーンヤーズは7人制ラグビー発祥の地である。

### スコットランドでの始まり
7人制ラグビーの歴史は古く、スコットランドはボーダー地方の町、メルローズとガラシールズの地域メンバーの対立がきっかけで、メルローズの町が独立して新たにラグビークラブを結成したことにはじまる。
1883年に、メルローズの地元のクラブメルローズRFCの資金集めのためにラグビーの大会を開こうと考えたが人数がなかなか集まらず、メルローズの肉屋であったネッド・ヘイグとデビッド・サンダーソンによって少ない人数でラグビーを行うにはと考え出されたのが七人制ラグビーであった。史上初の7人制ラグビーの試合はメルローズグラウンド、グリーンヤーズで行われた。2年後の1885年、ガラにおいてタインデールはスコットランド外のクラブで初めてボーダーズのセブンズタイトルの1つを獲得した。
ボーダーズでの7人制ラグビーの人気にもかかわらず、1920年代、1930年代まで他の場所では流行しなかった。スコットランド外での初の7人制ラグビー大会は1921年にイングランド北東部ノース・シールズで開催されたパーシー・パーク・セブンズである。ここはスコティッシュ・ボーダーズと近かったため、この地域からの関心を集め、決勝はセルカーク（優勝）とメルローズ（準優勝）との間で争われた。
1926年、イングランドの主要な大会ミドルセックスセブンズがロンドン在住のスコットランド人J.A. Russell-Cargill博士によって設立された。7人制ラグビーのイングランドへの普及における重要な出来事の一つがこのミドルセックスセブンズであった。ミドルセックスセブンズの小委員会にはウェーベル・ウェイクフィールドやビル・ラムゼイといった風格のある人物がいた。ミドルセックスセブンズはチャリティーのためのすばらしい資金集めの催しでもあり、1926年にはキング・エドワード7世病院のために1600ポンドを集めた。当時は標準的な入場料は1シリング、スタンド席は5シリングであった。
ミドルセックスセブンズでの7人制ラグビーの試合の1927年の記述は、イングランドの人々に対するこの競技の目新しさを示している。

フィールドはとてもオープンであり、もしボールを持って逃げられたとすると、彼を捕まえるのには全速力で走る必要があるが、非常に多くの場合そこにはもういなかったのだ

スコティッシュ・ボーダーズは農村地域であるのに対して、ミドルセックスセブンズは人口数百万人のロンドンの郊外の近くであった。第2回のミドルセックス大会には1万人の観客が詰め掛けた。そして、ボーダーズ・セブンズはスコットランドラグビーの中核地域において選手の技術に磨きをかけていたのに対して、ミドルセックスセブンズはロンドンラグビーと同じように行っていた。ミドルセックスセブンズに出場していた地元の選手には、前述したウェーベル・ウェイクフィールドやブラックヒースFCのカール・アーボルド（後のシティ・オブ・ロンドンの法律顧問官）、ロンドン・ウェルシュRFCのウェイク・パウエル、後にフォー・ホームユニオンツアー委員会の委員長となったジョン・タレントがいた。彼らはセールRFC（1936年）やカーディフRFC（1939年）といった様々な招待チームと親交を持った。セールRFCのバックスにはウェールズ代表のウィルフ・ウーラーやクロード・ダビー、スコットランド代表のケン・ファイフがおり、カーディフRFCには再びウィルフ・ウーラーやレス・スペンス、ウェンディー・デービスがいた。
史上初の公式に認められた国際大会は、1973年にスコットランドラグビー協会の百周年記念行事の一部としてマレーフィールド・スタジアムで行われた。

### 国際的発展
7人制の成功により、史上初の公式国際大会の開催から3年後の1976年に香港セブンズが始まり40年以上、開催は続いている。「メルローズ・カップ」を争うラグビーワールドカップセブンズは1993年に開始された。最もよく知られている3つの7人制ラグビーの大会は香港セブンズ、ウェリントンセブンズ、ドバイセブンズであり、これらはワールドラグビーセブンズワールドシリーズの一部を構成している。
スコットランドとの結び付きは1970年代における香港セブンズの設立でも継続し、香港セブンズは主に "Tokkie" Smithといった専門家らによって設立された。イングランドでは、ロンドン・スコティッシュRFCが開始時からミドルセックスセブンズに強く関与していた。香港セブンズは時代を先取りしており、ラグビーユニオンの近代化に影響力の大きい力であった。例えば、香港セブンズは大きなスポンサーを引き付けた初めてのラグビーユニオン大会の1つであり、1976年大会ではキャセイパシフィック航空がスポンサーを務めた。また、7人制ラグビーは世界主義的な国際競争の意識をラグビー界にもたらした。このような意識は、フランスが少し関わっている以外、1987年にラグビーワールドカップが初めて開催される以前にはラグビー界には存在しない傾向があった。特に香港は「ビッグエイト」の1つと見なされていなかった。そして、英連邦のチームは悪名高く排他的な傾向にあった。1986年までには、香港セブンズは他国に対する良い手本として支持されていた。

この7人制国際大会は疑いなく最も壮観、魅惑的で、世界で最もよく組織されたラグビー大会であり、どこでも見られるセブンズ・ラグビーの最高水準を一貫して生み出してきた。
私が最初に観戦した際にオーストラリア人、ニュージーランド人、 フィジー人、そしてイギリス人選手の上質のプレーを見たことは驚きではなかったが、これまでラグビーがプレーされていることを私が知りもしなかった国々によって産み出される驚くほどに質の高いプレーには圧倒された。韓国および西サモアはあらゆる点で日本およびトンガに劣っていなかった。インドネシア、タイ、シンガポールは純然たる体の大きさや厚さに欠けていることで克服できないハンディキャップを負っていたが、互いに対抗して幅広いランとハンドリングの技術を示し、これらは無条件の称賛に値した。パプアニューギニア、スリランカ、ソロモン諸島はいや応なく主要なラグビー強豪国によって打ち負かされたが、彼らは注目すべきほどに高いレベルの技術を持っており、この競技の将来は前途洋々である。
香港大会の週には、数日間にわたって24カ国の代表が混ざることができ、この大規模な知識の交流は新興国に対して長期的には有益なことづくめである。上位8カ国のシード国がプールシステムで戦った初日の後、2日目は3つの異なるレベルの競技会に分かれる。…この偉大な大会の強みは、開幕日に世界で最も有名な選手達と、ラグビーがマイナースポーツである国から来た相手がピッチを共にする点にある。…香港セブンズのような大会が続いている間は、ラグビーの責任者達は、この競技が世界中の100を超える国々で繁栄し続けることを確信できるだろう。

しかしながら、この見かけの多様性とは裏腹に、国際ラグビーを悩ませてきた同じ古い問題の一部が1980年代の香港セブンズではまだ明白であった。例えば、1984年の大会での香港対バーレーンの試合の写真には、民族的にアラビア人あるいは中国人である選手は誰も含まれいないように見え、代わりにどちらのチームもかなり明確に北ヨーロッパに民族的起源を持っていた。
7人制ラグビーはスコティッシュ・ボーダーズにおいて人気を保ち、この地方では最高峰の10の7人制ラグビーの大会によって「Kings of the Sevens」と呼ばれるリーグ大会が作られている。7人制ラグビーの創造におけるメルローズRFCの役割を称えて、クラブはヘイグと共に2008年にIRB殿堂入りした。
7人制ラグビーはフィジー、トンガ、サモアの南洋諸国やアフリカのケニアにも強く根付いている。多くのラグビーがマイナーな国々（例えばポーランドの場合）において、ラグビーを人々に紹介する手段として7人制ラグビーに焦点を合わせる傾向がある。7人制ラグビーは香港、シンガポール、ドバイといった15人制の普及が成功していない場所で盛んになっている。加えて、2020年現在、セブンズワールドシリーズの全てのレグに参加している15の核となるチームのうち7つ（フィジー、サモア、ケニア、アメリカ合衆国、カナダ、スペイン）は、15人制では広く認められたトップティアの国には入っていない。

## 主要大会

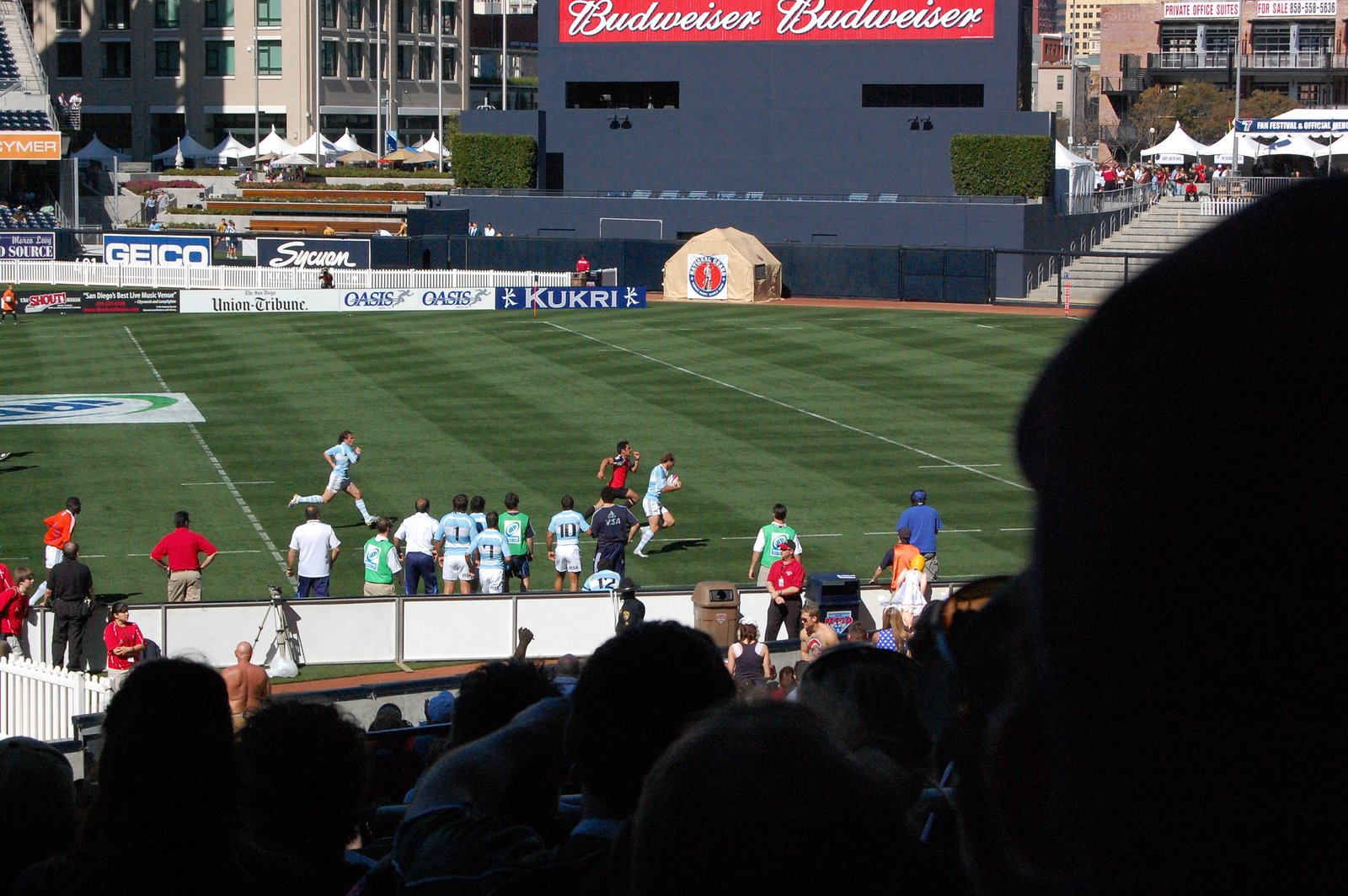
サンディエゴ、ペトコ・パークで開催された2008 USAセブンズでのアルゼンチン

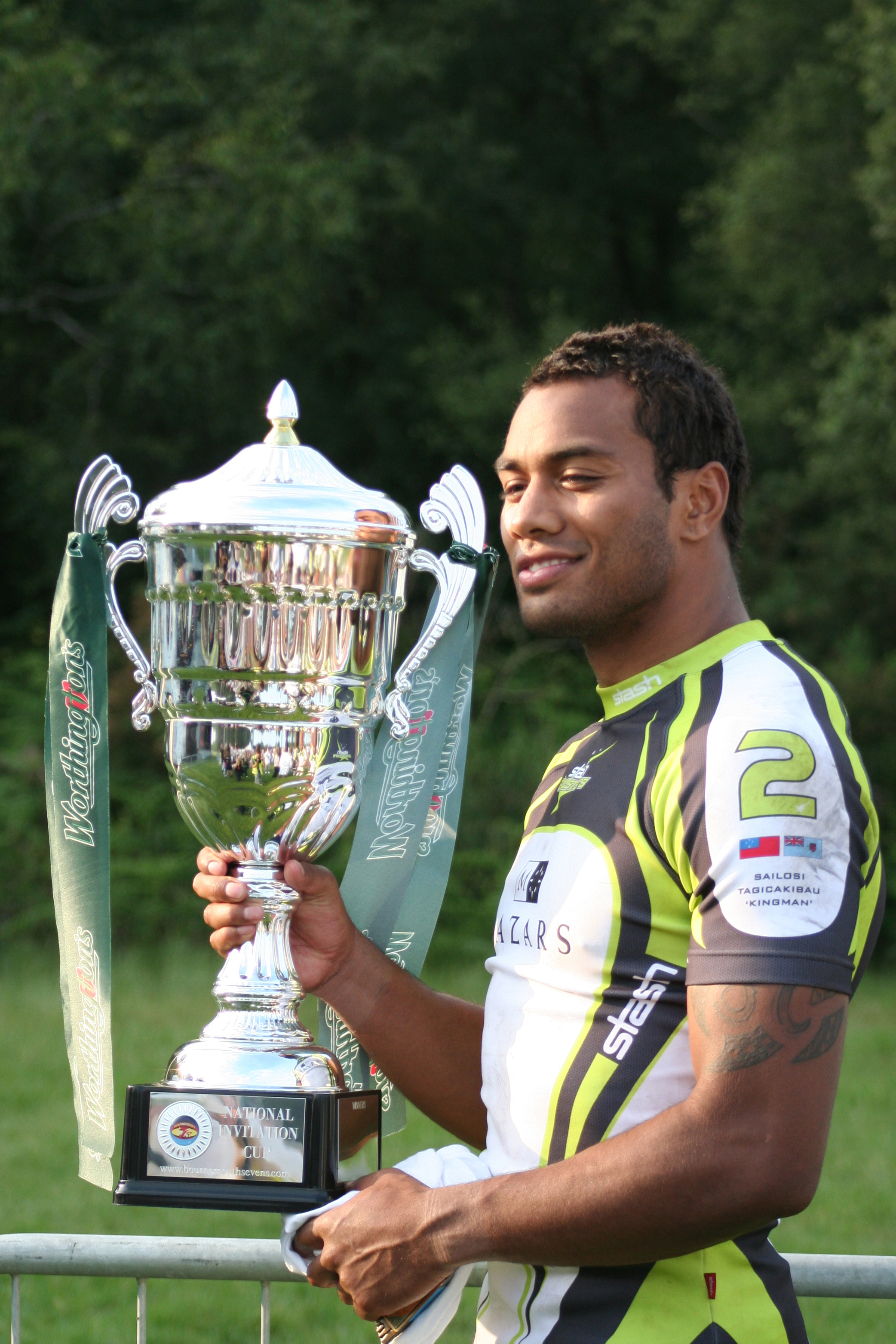
ボーンマスセブンズの優勝杯を手にするサイロシ・タンギザキバウ

著名な国際大会としては、SVNSとラグビーワールドカップセブンズなどがある。コモンウェルスゲームズ（1998年大会から）といった一部のスポーツ大会でもプレーされている。コモンウェルスゲームズでは2010年までニュージーランドが金メダルを獲得していたが、2014年大会は南アフリカが金メダルを手にした。

### セブンズワールドシリーズ（男子）
ニュージーランドがワールドラグビーセブンズシリーズをこれまで支配しており、15シーズンの内12回の優勝を果たしている。しかしながら、近年、複数の国がニュージーランドの支配に対してうまく挑んでいる。7人制ラグビーで長年強豪であるフィジーは2005-06に、南アフリカは2008-09に、サモアは2009-10シーズンに優勝した。その他の近年の強豪国は、イングランド、オーストラリア、アルゼンチンである。

### ラグビーワールドカップセブンズ
ワールドラグビーの後援を受け4年ごとに開催されるこの大会は、7人制ラグビーユニオンにおける最高の目標であり、これまでフィジー、ニュージーランドが過去6大会でそれぞ2度優勝杯を手にしている。しかしながら、2016年のオリンピックで7人制ラグビーが採用されるため、オリンピックが最も注目を浴びる7人制ラグビーの大会として見られている。2018年には、ワールドカップセブンズは夏季オリンピックの中間年に開催される予定である。

### 夏季オリンピック
IOCは、2016年のリオデジャネイロオリンピックの競技種目構成に7人制ラグビーとゴルフを含めることを2009年に決定した。2016年に先立って、2014年南京ユースオリンピックにおいて7人制ラグビーが実施された。2021年東京大会、2024年パリ大会でも実施されている。
オリンピックでは、選手は当該国の国籍を有していなければ代表となることができず、五輪予選（前年のワールドシリーズなど）も同様に国籍保持者に出場が限られる。

## 地域大会
7人制ラグビーは4年毎に開催されるコモンウェルスゲームズにおいて1998年のクアラルンプール大会から行われている。7人制ラグビーはコモンウェルスゲームズ連盟によって核となる競技と見なされている。これまで、ニュージーランドが5度金メダルを獲得している。
7人制ラグビーはアジア競技大会、パンアメリカン競技大会、パシフィックゲームズを含む様々な多種スポーツ大会で行われている。ラグビーユニオンは以前はワールドゲームズで行われていたが、オリンピック競技に採用されたことにより終了した。

### セブンズグランプリシリーズ

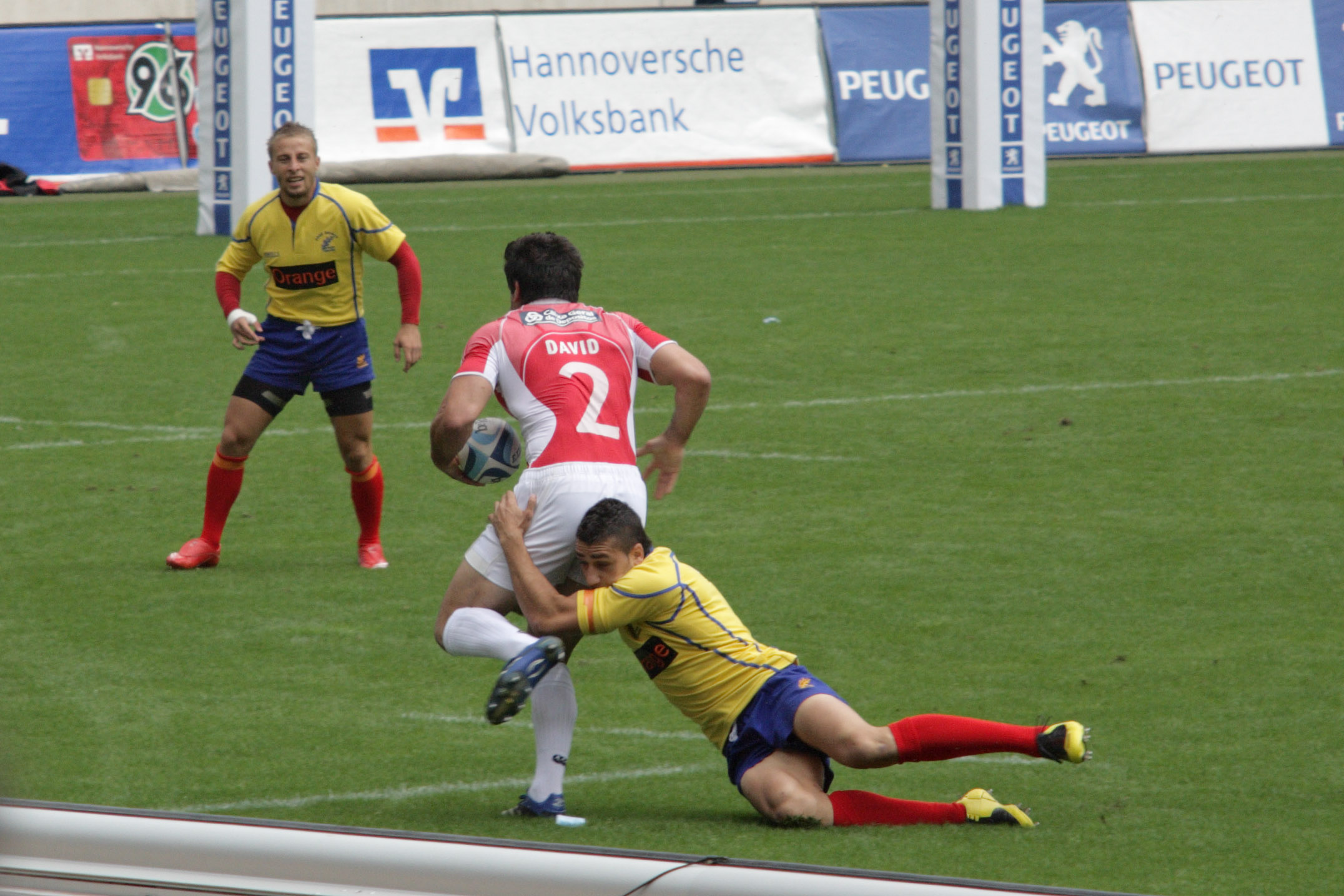
ポルトガル対ルーマニア（2008年）

2002年から2010年まではヨーロピアンセブンズチャンピオンシップ、2011年からはセブンズグランプリシリーズの名称で開催されている。2011年まではポルトガルが8回、ロシアが2回優勝を果たした。2012年以降は、イングランドならびにフランスがそれぞれ2連覇を果たした。

### 日本国内の大会
- ジャパンセブンズ
- ウィメンズセブンズシリーズ
- 全国高等学校7人制ラグビーフットボール大会
- 全国U18女子セブンズラグビーフットボール大会
- 大学女子7人制ラグビーフットボール交流大会
- YC&AC JAPAN SEVENS
- 国民体育大会ラグビーフットボール競技（2013年大会より成年男子の部が7人制に変更となる。2016年大会から女子7人制も追加）
- 東日本大学セブンズ
- サニックス・ワールド・ラグビー・ユース交流大会（女子7人制）
- 関西セブンズフェスティバル

過去に行われた日本国内の大会
- セブンズフェスティバル

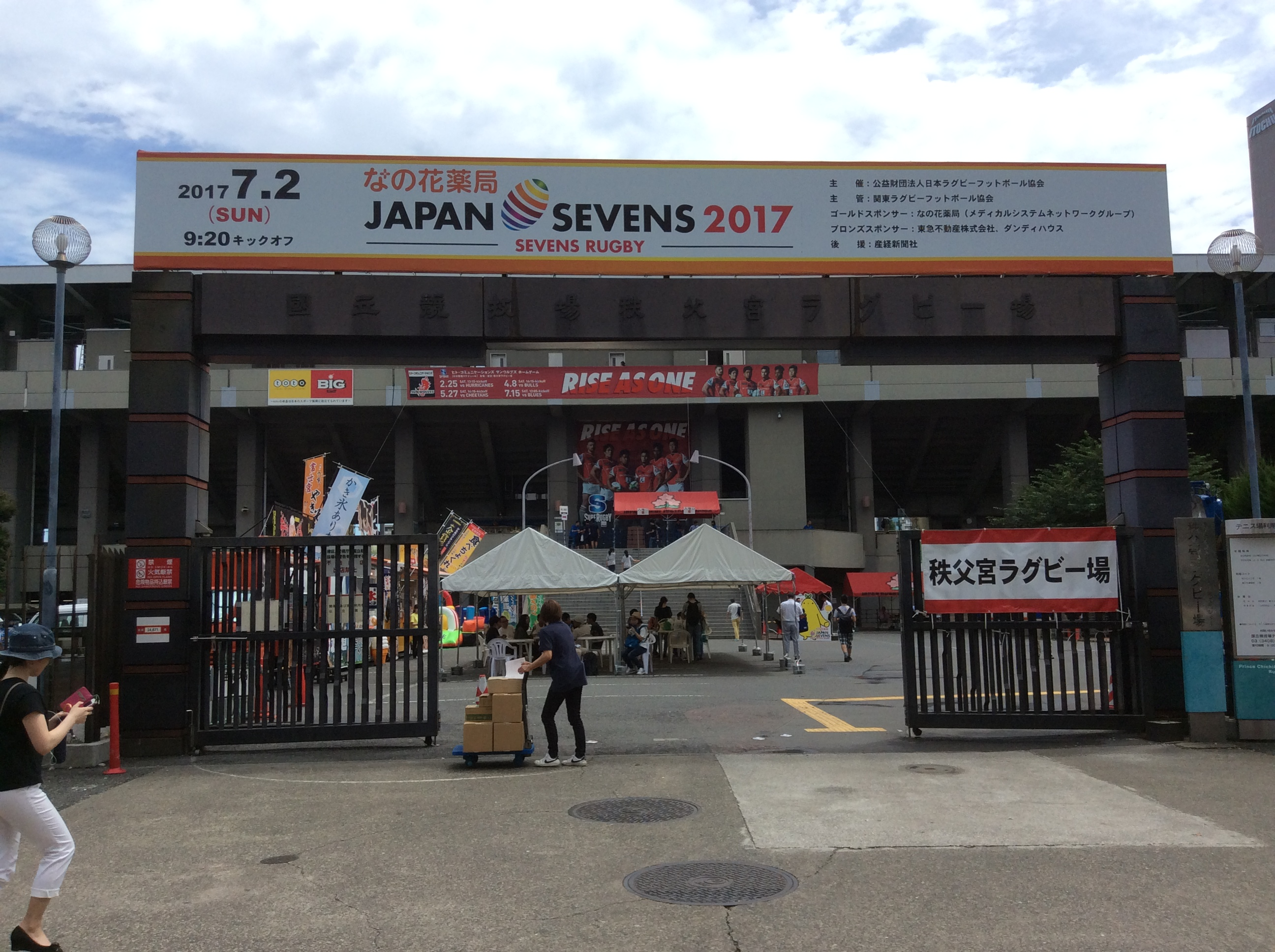
なの花薬局ジャパンセブンズ2017（2017年7月2日撮影）
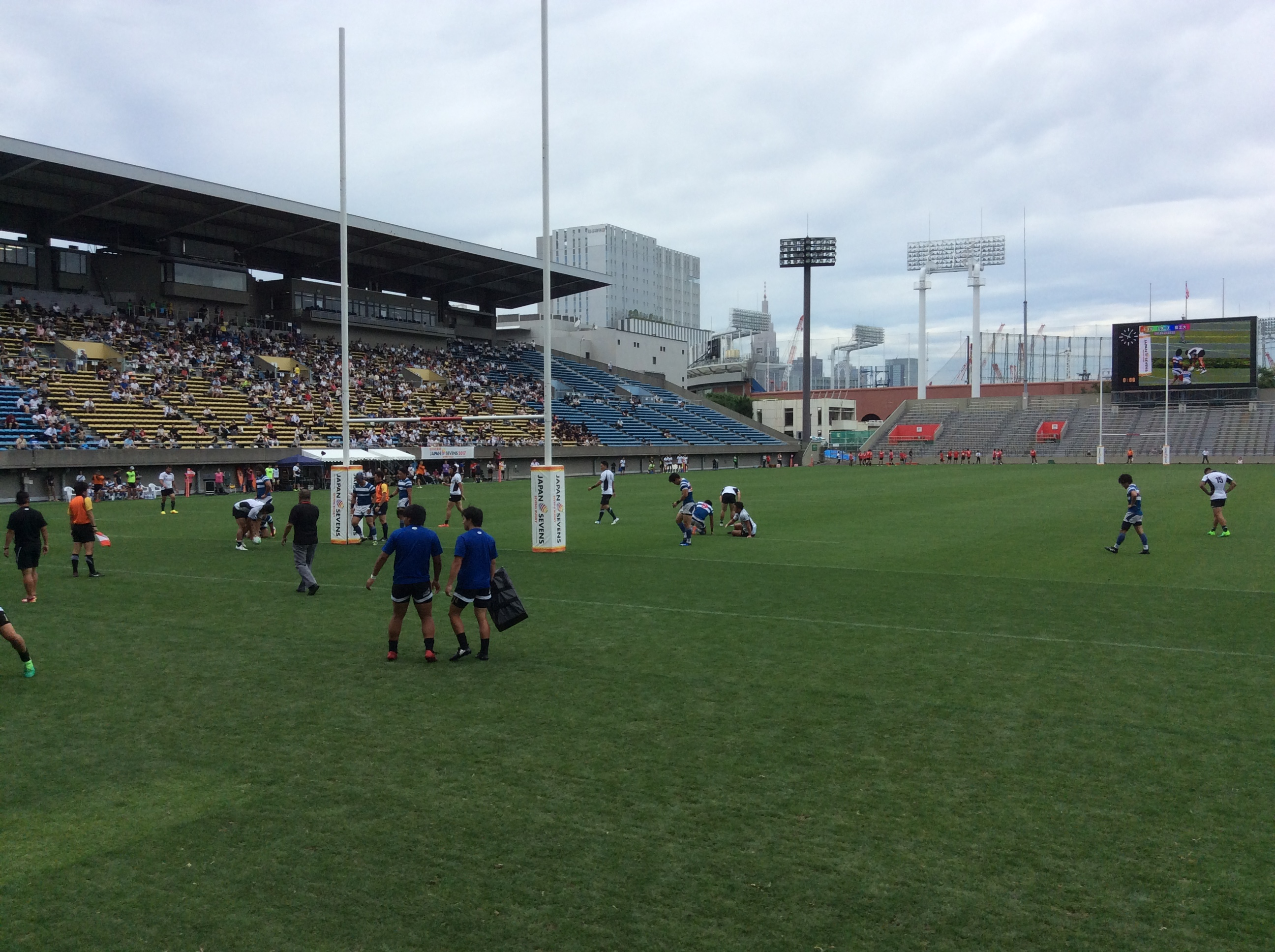
なの花薬局ジャパンセブンズ2017（2017年7月2日撮影）

## 女子7人制ラグビー

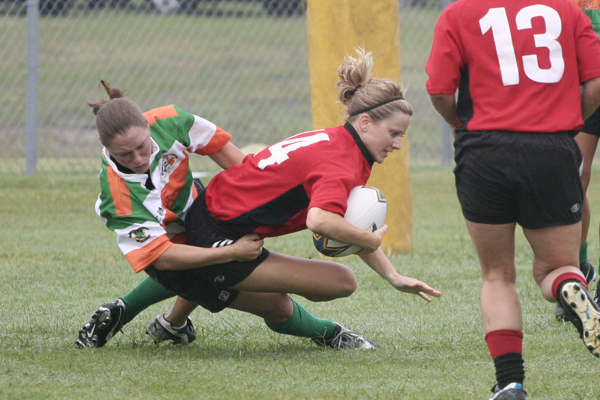
女子7人制ラグビーの試合（アメリカ合衆国）

女子7人制ラグビーではニュージーランド代表が支配的であり、2012年に創設されたワールドラグビー女子セブンズシリーズでは2015年現在、3連覇を果たしている。
国際競技連盟のワールドラグビーは、ワールドカップ以外で初の公式女子7人制ラグビー大会を2011年ドバイセブンズの一部として組織した。2012年からはワールドラグビー女子セブンズシリーズが始まった。
女子7人制ラグビーは2016年リオデジャネイロオリンピックから採用されている。